# William Bell
William Bell, född William Yarborough 16 juli 1939 i Memphis, Tennessee, är en amerikansk soulsångare och låtskrivare. 
Bell var en av grundarna av Stax/Volt-soundet, och är kanske mest känd för sin debutsingel "You Don't Miss Your Water" 1961. Tillsammans med Booker T. Jones, skrev han hitlåten "Born Under a Bad Sign" som blev en signaturlåt för bluesmusikern Albert King. Låten populariserades senare av powertrion Cream.
Han hade sin största hit med "Trying to love two" som låg etta på Billboards R&B lista 1976.
2017 fick Bell en Grammy för bästa Americana-album för sin skiva This Is Where I Live Now. Han framförde sin hit "Born Under a Bad Sign" tillsammans med Gary Clark Jr. vid Grammy Awards 2017. Bell var också med på Rolling Stone's "Best of the Grammys" för det året.